# Viktor Grebennikov
Pour les articles homonymes, voir Grebennikov.
 (avril 2021).
Si vous disposez d'ouvrages ou d'articles de référence ou si vous connaissez des sites web de qualité traitant du thème abordé ici, merci de compléter l'article en donnant les références utiles à sa vérifiabilité et en les liant à la section « Notes et références ».
Viktor Stepannovitch Grebennikov (23 avril 1927-10 avril 2001) est un naturaliste et entomologiste soviétique et russe, dont les recherches portaient sur les abeilles et autres insectes volants.

## Biographie
Il est principalement connu pour sa découverte de ce qu'il a appelé l’effet CSE (Cavity structure effect, effet des structures cavitaires), par lequel une structure faite de cavités multiples de formes géométriques en trois dimensions produit des réactions physiques biologiques et autres (psychologiques, hallucinations, etc.).
En 1988, il annonce une découverte qu'il aurait faite en étudiant notamment la structure de la chitine des insectes, dont le Halictus quadricinctus (nl), une espèce d'abeille de Sibérie, et qui aurait amené à la construction d'une plateforme antigravitationnelle. Il raconte qu'il a effectué des vols au-dessus de la campagne russe sur cette plateforme se déplaçant sans moteur.
Bien que populaire, Grebennikov fut critiqué dans certains milieux scientifiques. On lui reprocha notamment l'absence totale de démonstration de son appareil. Il ne voulut jamais révéler l'espèce ou le genre de l'insecte à partir duquel il avait découvert ledit effet, et construit sa machine produisant ledit effet, en justifiant de vouloir protéger l'insecte d'une chasse et de l'extinction. Il affirma que le déclencheur de son appareil photo se bloquait systématiquement pendant les vols sans en avoir d'explication, outre le fait qu'il devait se tenir droit et tenir sa machine des deux mains, rendant difficile toute photographie. Il a cependant produit de nombreuses peintures à l'huile de ses prétendus voyages au-dessus de la campagne.

## Publications
- Million sagadok. Sapiski entomologa. Sapadno-Sibirskoje kn. isd., Nowosibirsk 1968. (Eine Million Rätsel. Aufzeichnungen eines Entomologen, russisch)
- Million sagadok. Sapiski entomologa, 2. überarbeitete und erweiterte Aufl. Sapadno-Sibirskoje kn. isd., Nowosibirsk 1980. (Eine Million Rätsel. Aufzeichnungen eines Entomologen, russisch)
- W strane nassekomych. Sapiski i sarissowki entomologa i chudoschnika. Koloss, Moscou, 1979. (In der Welt der Insekten. Aufzeichnungen und Skizzen eines Entomologen und Künstlers, russisch)
- Moi udiwitelny mir. Sapadno-Sibirskoje kn. isd., Nowosibirsk 1983. (Meine erstaunliche Welt, russe)
- O fisiko-biologitscheskich swoistwach gnesdowi ptschol-opylitelei. Sibirski westnik selskochosjaistwennoi nauki, 3/1984, p. 111-113. (Über die physikalisch-biologischen Eigenschaften der Nester von Bestäubungsbienen, russe)
- Sekret ptschelinowo gnesda. Technika-Molodjoshi, 6/1984, p. 39-41. (Das Geheimnis des Bienenstockes, russe)
- Sekret gnesdowi odinokych ptschol. Ptschelowodstwo, 12/1984, p. 28-29. (Das Geheimnis der Nester von Einzelbienen, russe)
- Tainy mira nassekomych. Nowosibirskoje kn. isd., Nowosibirsk 1990. (Geheimnisse der Insektenwelt, russe)
- Moi mir. Sowetskaja Sibir, Nowosibirsk 1997. (Meine Welt, russe)